# يونس الشرقي
يونس الشرقي، كاتب مغربي الجنسية ولد عام 1983 في الدار البيضاء. حاصل على دبلوم الدكتوراه بالصناعة الميكانيكية وتآكل المادة، وحائز على المرتبة الأولى بجائزة القناة الثانية للإبداع الأدبي عن روايته «خيول الظلام». يعمل كأستاذ جامعي بالمدرسة الوطنية للعلوم التطبيقية بجامعة بن زهر بأكادير.

## السيرة الذاتية
ولد الكاتب يونس الشرقي عام 1983 في الدار البيضاء. حاصل على دبلوم الدكتوراه بالصناعة الميكانيكية وتآكل المادة ودبلوم مهندس دولة بالتصور والصناعة الميكانيكية من المدرسة الوطنية العليا للكهرباء والميكانيك. حاز الكاتب على المرتبة الأولى بجائزة القناة الثانية للإبداع الأدبي، صنف الرواية، عن روايته «خيول الظلام» عام 2016، وجائزة الشارقة عن نصه المسرحي «حي الهجالات»، «المرتبة الثانية»، وحائز على المرتبة الثالثة بجائزة مجلس الشباب العربي الإفريقي «أفرابيا» بمجال القصة القصيرة عن قصة «خمسة آلاف ليرة»2017.

## أعمال الكاتب[3][4]
- شذرات الخيال: مجموعة قصصية، دار البشير، 2017.
- رواية صرخة، سمفونية على مقام الصمت، دار البشير، 2017.
- رواية خيول الظلام، دار مرسم، 2018.
- رواية حفدة بافوميت، دار إشراقة، 2022.
- رواية سنابك، الدار العربية للعلوم ناشرون، 2020.[5]
- ديوان زجلي: الدݣة الݣادية عن حروف متناثرة، 2019.
- حي الهجالات: نص مسرحي، نشرتها دائرة الثقافة بإمارة الشارقة، 2020.[6]
- رواية أغاني الأرض الحمراء، دار إشراقة، 2025.
- حب على الأعراف، ديوان شعري، دار أفرا، 2025.

## الجوائز
- المرتبة الأولى بجائزة القناة الثانية للإبداع الأدبي، صنف الرواية، عن روايته خيول الظلام عام 2016.
- جائزة الشارقة عن نص المسرحي: حي الهجالات «المرتبة الثانية» عام 2020.
- المرتبة الثالثة بجائزة مجلس الشباب العربي الإفريقي «أفرابيا» بمجال القصة القصيرة 2017.